# 金崙溫泉
金崙溫泉處於臺灣台東縣太麻里鄉金崙村，位於金崙溪中下游段，在台東縣境內除知本溫泉外較具規模之溫泉區。

## 泉質
PH值在7至8之間，屬性無色透明且稍帶硫磺味，溫度約攝氏70℃至90℃度上下，屬弱鹼性碳酸氫鈉泉。

## 介紹
莫拉克風災曾使本地溫泉區設施毀損及聯外道路中斷，後經休養生息重建完成。在當地溫泉業者和金崙居民默契下，絕大多數溫泉業者謝絕中國大陸團體遊客，反使金崙溫泉獲得泡湯客青睞。
由於金崙大橋通車後主幹道行車路線不再經過金崙市區，導致金崙部落與溫泉區觀光人潮一度衰減。故當地村民及業者發動轉型及提供溫泉區-金崙車站接駁服務，並成立「金崙部落商圈發展協會」。
近年因南迴改通車和COVID-19疫情後國旅爆發，以及金崙大橋分流掉趕時間的過路客，反而留下為觀光而來的指定客，再加上金崙大橋最美高架橋名聲的助攻下來訪旅客人數瞬間提高，金崙溫泉旅客人潮也跟著回流。

## 交通
- 大眾運輸工具：

台鐵南迴線金崙車站下車，由當地業者接駁至溫泉區。
- 開車:

台九線南迴公路至金崙市區，轉金崙林道（東66線鄉道）前往抵達。